# Sobolewskia clavata
Sobolewskia clavata là một loài thực vật có hoa trong họ Cải. Loài này được Fenzl miêu tả khoa học đầu tiên.